# DIN 66003
Die DIN 66003 ist ein Zeichensatz-Standard, der für die Zeichenkodierung in Computersystemen benutzt wird. Die Norm DIN 66003 trägt den Titel „Informationsverarbeitung: 7-Bit-Code“ und wurde erstmals im Juli 1968 als Entwurf veröffentlicht und im Juni 1974 verabschiedet und im Februar 1999 geändert. 
DIN 66003 basierte auf dem damals weltweit üblichen ASCII-Zeichensatz, ersetzte aber in der deutschen Schriftsprache unübliche Zeichen (@, [, \, ], {, |, }, ~) mit Umlauten, dem Eszett und dem Paragrafzeichen. Insgesamt acht Zeichen weichen damit vom ASCII-Standard ab:
| Code | …0  | …1  | …2  | …3  | …4  | …5  | …6  | …7  | …8  | …9 | …A  | …B  | …C | …D | …E | …F  |
| ---- | --- | --- | --- | --- | --- | --- | --- | --- | --- | -- | --- | --- | -- | -- | -- | --- |
| 0…   | NUL | SOH | STX | ETX | EOT | ENQ | ACK | BEL | BS  | HT | LF  | VT  | FF | CR | SO | SI  |
| 1…   | DLE | DC1 | DC2 | DC3 | DC4 | NAK | SYN | ETB | CAN | EM | SUB | ESC | FS | GS | RS | US  |
| 2…   | SP  | !   | "   | #   | $   | %   | &   | '   | (   | )  | *   | +   | ,  | -  | .  | /   |
| 3…   | 0   | 1   | 2   | 3   | 4   | 5   | 6   | 7   | 8   | 9  | :   | ;   | <  | =  | >  | ?   |
| 4…   | §   | A   | B   | C   | D   | E   | F   | G   | H   | I  | J   | K   | L  | M  | N  | O   |
| 5…   | P   | Q   | R   | S   | T   | U   | V   | W   | X   | Y  | Z   | Ä   | Ö  | Ü  | ^  | _   |
| 6…   | `   | a   | b   | c   | d   | e   | f   | g   | h   | i  | j   | k   | l  | m  | n  | o   |
| 7…   | p   | q   | r   | s   | t   | u   | v   | w   | x   | y  | z   | ä   | ö  | ü  | ß  | DEL |

Der 1963 entwickelte ASCII-Standard enthielt nur einen sehr reduzierten Zeichenvorrat, der für die meisten Sprachen, darunter auch deutsch, nicht ausreichte. Nationale Versionen des ASCII-Standards wurden daher in vielen Ländern entwickelt, um diesem Umstand abzuhelfen. Viele dieser Standards wurden in ISO 646 zusammengefasst.
DIN 66003 ist die deutsche Variante der ISO-Norm ISO 646. Wie ASCII konnte das auf einer sieben-Bit-Kodierung basierende DIN 66003 nur 128 Zeichen enthalten (davon 95 druckbare). Später wurden DIN 66003/ISO 646 durch die acht-Bit umfassende ISO-8859-Familie von Zeichensätzen aus dem Jahr 1986 abgelöst, welche bis zu 256 Zeichen (davon 191 druckbare) enthalten konnten.